# Octave Chanute
Octave Chanute (Parigi, 18 febbraio 1832 – Chicago, 23 novembre 1910) è stato un ingegnere e pioniere dell'aviazione francese naturalizzato statunitense.
Andato in pensione nel 1890 dopo una lunga e brillante carriera da ingegnere civile, iniziò a dedicarsi a studi e realizzazioni pratiche nel campo dell'aviazione e a raccogliere e pubblicare informazioni sullo stato delle conoscenze disponibili all'epoca sul tema.
Fu un importante punto di riferimento per tutti gli sperimentatori che studiarono il problema del volo intorno agli anni novanta del XIX secolo, ed è ricordato principalmente per i suoi voli in aliante del 1896 (in collaborazione con Augustus Herring) oltre che per la sua fruttuosa collaborazione con i fratelli Wright.

## Biografia
Octave Alexandre Chanut nacque a Parigi il 18 febbraio 1832, figlio dell'intellettuale umanista Joseph Chanut e di Eliza De Bonnaire. Nell'autunno del 1838, quando Octave aveva sei anni, suo padre accettò la carica di vicepreside e professore di storia presso il Jefferson College, un'università statunitense poco a nord di New Orleans, in Louisiana; la famiglia emigrò dunque negli Stati Uniti, dove Octave rimase per il resto della sua vita, acquisendo la cittadinanza e divenendo a tutti gli effetti un americano naturalizzato.
Inizialmente stabilitisi nella zona di New Orleans, nel 1846 Octave e suo padre si trasferirono a New York; durante il lungo viaggio tra le due città, durato quasi un mese, i due percorsero su un battello a vapore la rete di canali tra il fiume Mississippi e il fiume Ohio; la nave e i canali impressionarono profondamente il giovane, che già cominciava a interessarsi di questioni tecniche e ingegneristiche.

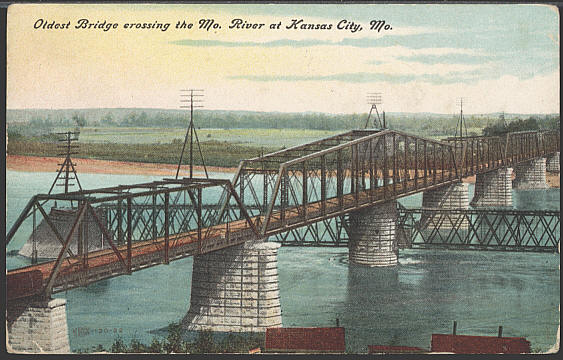
Una cartolina illustrata del 1908 raffigurante l'Hannibal Bridge, il primo ponte a collegare le due sponde del fiume Missouri, che venne costruito da Chanute nel 1869.

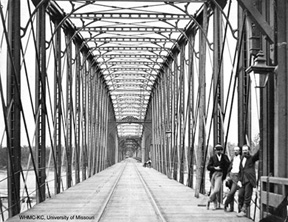
Scorcio dell'Hannibal Bridge in direzione nord. Chanute è il secondo da destra in primo piano.

A New York, Octave studiò in una boarding school privata. Il diploma di ingegnere civile al quale egli mirava, però, andava ottenuto direttamente sul campo e perciò nel 1848 Chanut fece domanda per essere assunto dalla Houston River Railroad; la sua richiesta venne rifiutata, e allora egli si offrì di lavorare per l'azienda senza stipendio; dopo alcune settimane venne finalmente assunto come chainman, la posizione meno pagata nell'ambito dell'azienda: le sue mansioni erano quelle di eseguire rilievi e misurazioni.
Nel 1854, ottenendo la cittadinanza statunitense, abbandonò il suo secondo nome e anglicizzò il cognome con l'aggiunta della "e" finale.

### Ingegneria civile
Pur non avendo ricevuto un'educazione formale da ingegnere, Octave Chanute sarebbe divenuto un esperto e conosciuto ingegnere ferroviario, tra quelli di maggiore successo negli Stati Uniti del XIX secolo. Nel 1863 divenne l'ingegnere capo della Chicago and Alton Railroad, un'azienda che gestiva un omonimo tratto di ferrovia il quale collegava Chicago e Alton, nell'Illinois, a Saint Louis e Kansas City, nel Missouri.
Nel 1865 e nel 1871 Chanute costruì due dei più grandi complessi industriali degli Stati Uniti, gli Stock Yards di Chicago e di Kansas City.
Nel 1869 progettò e costruì il primo ponte sul fiume Missouri, l'Hannibal Bridge; si trattava di un ponte con struttura metallica in grado ruotare di 90° intorno a un perno a metà della sua lunghezza per permettere il passaggio delle imbarcazioni; collegava le due sponde presso Kansas City, e consentiva il passaggio della ferrovia.
Altre sue realizzazioni notevoli furono il ponte sul fiume Illinois presso Peoria, l'originale Viadotto di Kinzua in Pennsylvania e quello sulle Gole del Genesee River vicino a Portageville, nello stato di New York. Lavorò anche come urbanista, e progettò alcuni centri urbani lungo le ferrovie che andava sviluppando (ad esempio le cittadine di Fairbury, nell'Illinois, e di Chanute, nel Kansas; quest'ultima prese il nome proprio da lui).
Nel 1890 iniziò ad interessarsi ad argomenti come il degrado del legname e la sua preservazione. Fondò un'azienda che si occupava della preservazione del legno impiegato per costruire le traversine dei binari e i ponti ferroviari; introdusse negli Stati Uniti i "chiodi datati" (datenail o date nail), dei chiodi con una data impressa sulla testa i quali consentivano di monitorare l'età delle traversine in cui erano infissi. Gli affari dell'azienda andarono bene e diedero a Chanute la sicurezza finanziaria necessaria per ritirarsi in un pensionamento anticipato e dedicarsi a tempo pieno all'aviazione, un interesse che fino ad allora aveva potuto coltivare solo nel tempo libero.

### Aviazione

#### Teoria, storia, testi e divulgazione

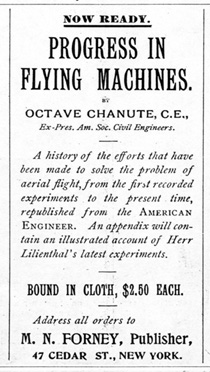
Un poster che pubblicizza la pubblicazione in volume del testo Progress in Flying Machines nel 1894 presso l'editore M.N. Forney.

Nel 1890 Chanute era ormai un benestante ed esperto ingegnere di Chicago. Il suo interesse per l'argomento del volo, che si era manifestato per la prima volta negli anni 1850, si era riacceso verso la fine degli anni ottanta; quando, andato in pensione, finalmente si trovò a disposizione consistenti risorse economiche e sufficienti quantità di tempo, Chanute iniziò a riordinare tutta la documentazione relativa al problema del volo che nel corso degli anni aveva raccolto in modo asistematico.
Il suo modo di procedere, nel tentativo di affrontare con serietà una questione complessa e importante, si basò su un grande sforzo di comunicazione. Chanute entrò in contatto (diretto o epistolare) con tutti coloro che avevano svolto con più o meno successo qualche significativo esperimento nel campo dell'aviazione. Oltre che raccogliere in prima persona tutte le informazioni possibili, Chanute cercò anche di favorire lo scambio di idee e la discussione tra gli esperti, organizzando conferenze e lezioni universitarie alla presenza di gruppi di ingegneri e di appassionati. Come scrisse il 13 settembre 1892 in una lettera al ricercatore britannico Francis Herbert Wenham, importante precursore del moderno volo meccanico, la sua intenzione era quella di «esaminare quello che è stato sperimentato finora nell'ottica di spiegare la ragione dei fallimenti, eliminare ciò che risulta essere spazzatura e, se possibile, mettere in evidenza alcuni elementi di successo».
Il risultato del lavoro di Chanute nel raccogliere, selezionare e ordinare tutto quanto era noto all'epoca sul tema del volo venne pubblicato come serie di articoli tra l'ottobre 1891 e il dicembre 1893 sulla rivista Railroad and Engineering Journal a cura di un amico di Chanute, Matthias N. Forney. Con lo stesso titolo, Progress in Flying Machines ("progressi nelle macchine volanti") il testo venne pubblicato in volume nel 1894.
Il testo di Chanute divenne in breve il punto di riferimento principale di tutti gli sperimentatori (inventori, scienziati o semplici appassionati) che si dedicarono al tentativo di volare con una macchina più pesante dell'aria tra gli anni 1890 e i primi 1900, e fu l'opera teorica di maggiore influenza e importanza dell'epoca. Inoltre, il libro fece sostanzialmente di Chanute il primo storico dell'aviazione, cioè il primo ad aver studiato approfonditamente i principali tentativi di volare intrapresi nei trecento anni precedenti la pubblicazione del volume.
Nel 1893 si tenne a Chicago la Fiera Mondiale Colombiana, una serie di celebrazioni per il quarto centenario della scoperta dell'America da parte di Colombo: uno degli eventi di cui si compose l'esposizione fu la Conferenza Internazionale sulla Navigazione Aerea, presieduta proprio da Chanute. Intervennero circa 100 tra esperti e studiosi di aviazione, e venne data lettura di 47 documenti di ricerca (poi pubblicati); a ciò si aggiunsero ampi spazi di discussione e scambio di idee, e il risultato dell'avvenimento fu quello di portare il problema del volo all'attenzione della comunità scientifica e tecnica di tutto il mondo, oltre che di suscitare un certo interesse per l'argomento anche presso l'opinione pubblica.

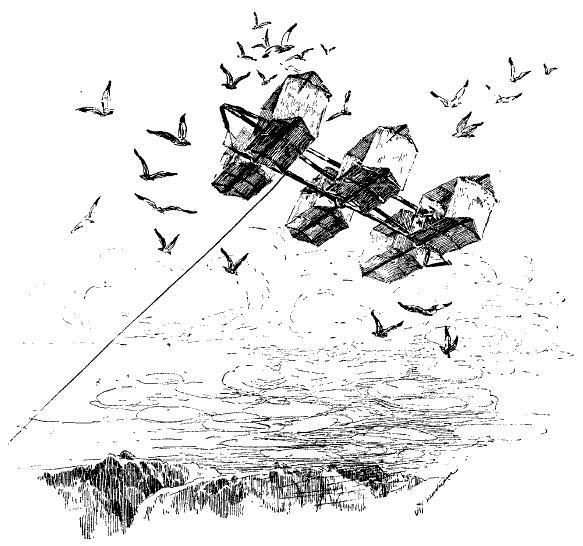
Il Ladder Kite sperimentato da Chanute e Herring nel 1895.

#### Esperimenti pratici

##### 1895
Nel 1895, terminata la fase di raccolta e divulgazione delle conoscenze accumulate dai suoi predecessori, Chanute cominciò a dedicarsi in prima persona ad esperimenti di volo di carattere pratico.
Chanute assunse Augustus Moore Herring, un esperto ed appassionato di aviazione della Georgia, perché lo assistesse nella costruzione e nella sperimentazione in volo di modelli di aliante; assunse anche, con le mansioni di elettricista e carpentiere, il newyorkese William Avery. Herring aveva già costruito e sperimentato, con un certo successo, un aliante simile a quelli che, in quello stesso periodo, stava provando il tedesco Otto Lilienthal. Nel 1895 Chanute e Herring fecero volare diversi velivoli, basati su diverse strutture e diversi tipi di ali, eseguendo alcune prove presso New York e altre presso la Huron Street Beach, a Chicago. Particolarmente degno di nota fu un aquilone chiamato Ladder Kite ("aquilone a scala"), nel quale le ali erano fissate a una struttura a pantografo in modo che la loro posizione e il loro angolo d'incidenza potesse in qualche misura variare. Il velivolo era molto stabile, e generava più o meno portanza a seconda della posizione (più o meno inclinata) che assumeva.

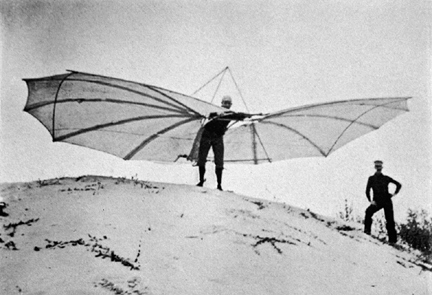
L'aliante "tipo Lilienthal" provato (con successo limitato) tra il 22 e il 29 giugno 1896.

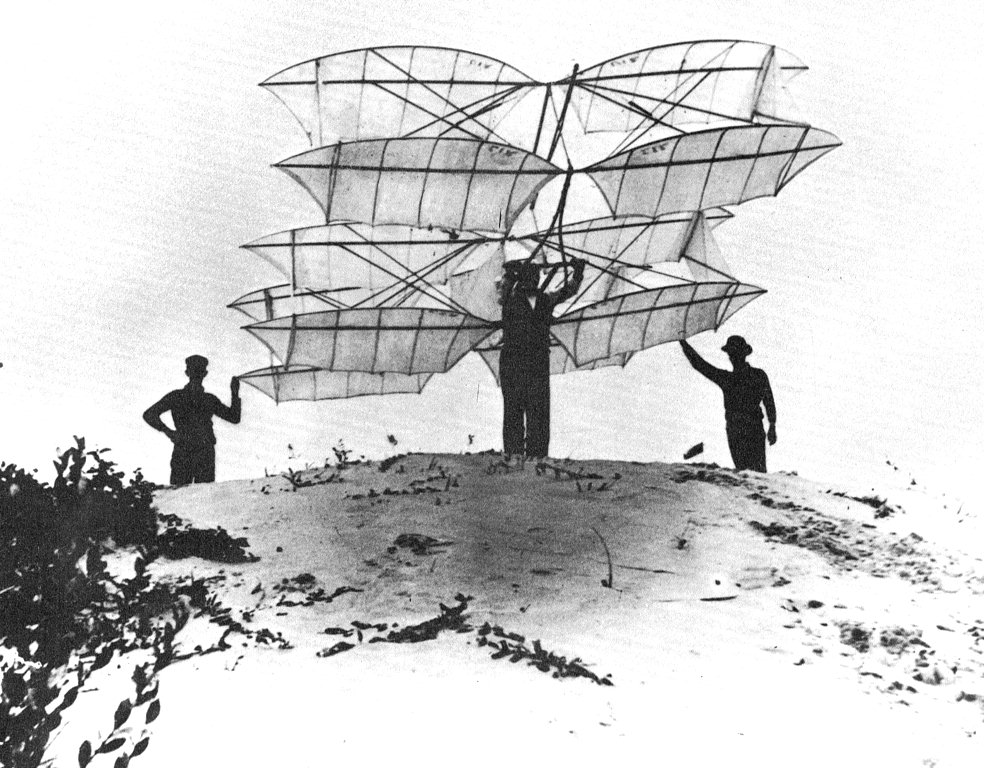
Il multiplano Katydid, felicemente testato nel corso dell'estate 1896.

##### 22 giugno-4 luglio 1896
Comunque fu nel 1896 che Chanute, insieme ai suoi collaboratori, condusse gli esperimenti più rilevanti. Il 22 giugno Octave, suo figlio Charles, Herring e Avery si recarono in treno a Miller, un piccolo insediamento collocato in quella che oggi è la periferia della città di Gary, nell'Indiana; trasferirono poi tutto il loro equipaggiamento alcuni chilometri più a nord, e si installarono sulle spiagge sabbiose della riva meridionale del lago Michigan.
Il gruppo aveva portato con sé due alianti e un aquilone, oltre a tutto l'equipaggiamento da campeggio necessario per trattenersi sulle sponde del lago per qualche settimana. Venne provato dapprima un aliante di "tipo Lilienthal", del tutto simile a quelli sperimentati pochi anni prima dal pioniere tedesco, in modo tale da «testare ciò che è conosciuto prima di passare a ciò che è sconosciuto»; il velivolo, caratterizzato da una certa instabilità, compì un certo numero di voli (di lunghezza compresa tra i 21 e i 37 metri) prima di andare irrepabilmente danneggiato il 29 giugno. Chanute comunque non nutriva molta fiducia negli alianti del tipo impiegato da Lilienthal, e del velivolo che sperimentò in prima persona affermò: «È una macchina capace di planare, non di veleggiare, e non c'è molto da aspettarsi da essa».
Il velivolo su cui Chanute aveva concentrato la maggior parte delle sue attenzioni era un multiplano dalla configurazione piuttosto insolita, dotato di sei coppie di semiali. Questo velivolo sperimentale era progettato in modo da far sì che la sua architettura complessiva potesse essere facilmente modificata, in modo da verificare quale configurazione delle ali era la più efficiente e da poter volare in diverse condizioni di vento. Il problema, per Chanute, non era solo quello di ottenere voli sempre più lunghi, ma anche di avvicinarsi progressivamente al completo controllo del velivolo. Durante le due settimane passate a Miller la posizione delle superfici alari del multiplano venne modificata sei volte, e l'equilibrio in volo dell'aliante andò costantemente migliorando. Le modifiche della sua struttura furono sempre precedute da osservazioni del flusso d'aria lungo le ali eseguite per mezzo di piume lasciate cadere nel vento di fronte all'aereo, le quali poi scorrevano sulle superfici secondo la corrente. La configurazione migliore venne infine trovata il 1º luglio: con 5 coppie di ali a prua e una in coda, il velivolo venne soprannominato Katidid ("cavalletta") a causa della sua somiglianza con l'insetto.
Chanute, che aveva più di sessant'anni al momento di queste prove, non volò mai di persona ed evitò sempre di provare qualsiasi macchina volante, affidando i test di volo ai suoi giovani collaboratori. Ai comandi di Avery e di Herring l'aliante compì voli rispettivamente di 23 e 25 metri; Chanute ne fu molto soddisfatto perché, anche se non era in grado di rimanere in aria tanto a lungo quanto il monoplano "tipo Lilienthal", il suo Katydid era nettamente più stabile oltre che più compatto e maneggevole.
Esperimenti altrettanto significativi vennero condotti con l'aquilone, la paternità del cui progetto iniziale sembra appartenere a Herring. Questo aliante monoplano senza pilota, dotato di un impennaggio cruciforme basato sugli studi del pioniere francese Alphonse Pénaud, aveva ottime caratteristiche di volo. Chanute lo considerò talmente promettente che il 26 giugno si cominciò a costruirne una versione ulteriormente migliorata. Chanute ed Herring discussero a lungo tra di loro, e prepararono schizzi e disegni che posero le basi di un nuovo «rivoluzionario» progetto di aliante biplano che, sei settimane dopo, avrebbero provato di nuovo sulle sponde del Lago Michigan. Il gruppo rientrò a Chicago il 4 luglio 1896.

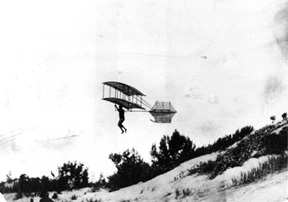
L'aliante biplano di Chanute e dei suoi collaboratori in volo presso Dune Park l'11 settembre 1896. Il pilota può essere Herring o Avery. Quel giorno il biplano eseguì planate anche di 78 metri.

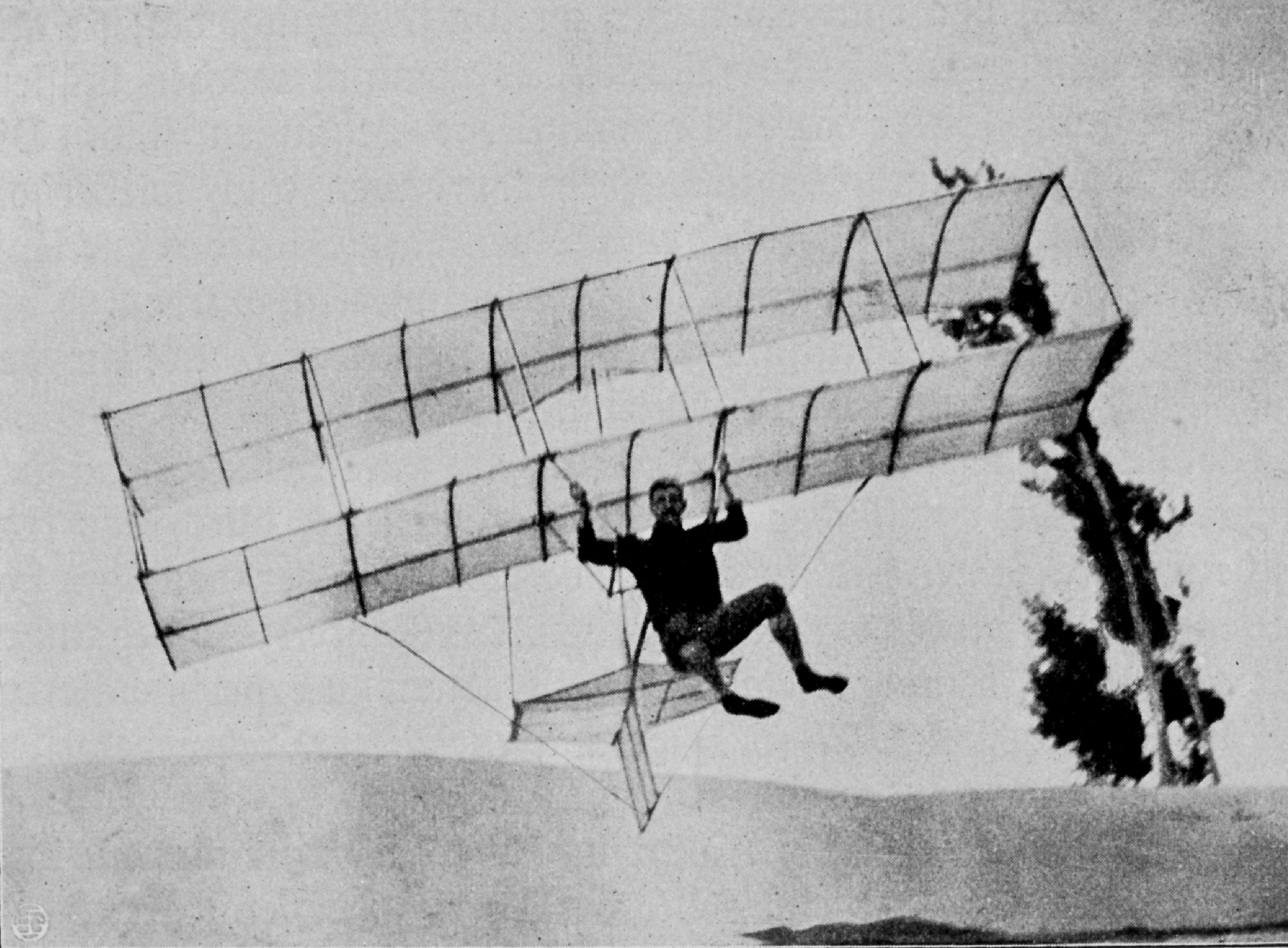
Ancora l'aliante del 1896 che plana lungo un pendio. Notare, in questa immagine e nella precedente, l'impennaggio cruciforme in coda.

##### 21 agosto-26 settembre 1896
Come affermò Chanute stesso, «si imparò di più a proposito dei requisiti pratici del volo in due settimane di questi esperimenti di quanto io avessi appreso, in precedenza, in molti anni di studio [...] e di esperimenti con modellini in scala». Di ritorno a Chicago, l'équipe di Chanute analizzò i dati ricavati dai voli di New York e di Huron Street Beach e riparò o ricostruì gli alianti provati all'inizio dell'estate. Nella bottega di Avery venne costruito un nuovo triplano, che incorporava la configurazione semplificata con impennaggio in coda dell'aquilone di Herring e una struttura rinforzata e alleggerita, basata su controventature di rinforzo simili alle capriate dei ponti di cui Chanute era esperto.
Il gruppo tornò sul lago Michigan il 20 agosto 1896. Alla squadra nel frattempo si era aggiunto anche (sempre assunto da Chanute) lo studioso di alianti di origine russa William Paul Butusov, che sosteneva di aver fatto volare con successo un grande veleggiatore nel 1889. Chanute aveva concesso a Butusov i fondi per costruire un nuovo aliante per conto suo, e il suo Albatross venne collaudato insieme agli alianti di Herring e di Chanute stesso. Il velivolo di Butusov doveva essere lungo 12 metri, avere una superficie alare di 25 metri quadrati e pesare 73 chilogrammi a vuoto; per essere lanciato richiedeva una grande rotaia, che per essere costruita richiese una frazione consistente del tempo che il gruppo ebbe a disposizione.
Chanute e i suoi collaboratori affittarono una chiatta per trasportare il loro equipaggiamento (questa volta molto voluminoso e pesante) e si installarono in una posizione più fuori mano rispetto a quella dove avevano svolto i loro esperimenti tra giugno e luglio, in modo tale da non essere disturbati da giornalisti e reporter quanto lo erano stati la prima volta. Il luogo dove fecero sorgere il loro campo, che allora si chiamava Dune Park, coincide probabilmente con quelle che oggi sono le Ogden Dunes, sempre sulla riva meridionale del lago Michigan.
Giunsero a destinazione il 21 agosto, e quello stesso pomeriggio un grande temporale sconvolse il loro accampamento, danneggiando abbastanza gravemente il triplano e sparpagliando l'equipaggiamento in una vasta area di terreno. A questo fatto si aggiunsero, nel corso del mese successivo, altri disagi: persistenti condizioni di cattivo tempo, litigi interni al gruppo e l'arrivo nonostante tutto di giornalisti e curiosi. Ciononostante una volta rimesso in ordine il campo, dopo che Herring fu tornato a Chicago a prendere dei pezzi di ricambio per l'aliante e dopo che l'impalcatura di lancio dell'Albatross fu pronta (era ormai il 29 agosto) ebbero inizio le prove di volo.
I primi esperimenti di Herring con il triplano furono scarsamente soddisfacenti. Più tardi, su suggerimento di Avery, la terza ala (quella inferiore) venne rimossa e il velivolo divenne un biplano, caratterizzato da una struttura robusta e leggera e da una coda Pénaud che garantiva ottime doti di stabilità. Era talmente facile da controllare che venne fatto provare senza incidenti a tutti coloro che, tra il pubblico che assisteva ai voli, ne fecero richiesta. Tra il 31 agosto e il 12 settembre, ai comandi di Herring e di Avery, il velivolo compì planate di 30, 80 o anche 110 metri, mentre il Katydid ricostruito riuscì a volare per quasi 60 metri.

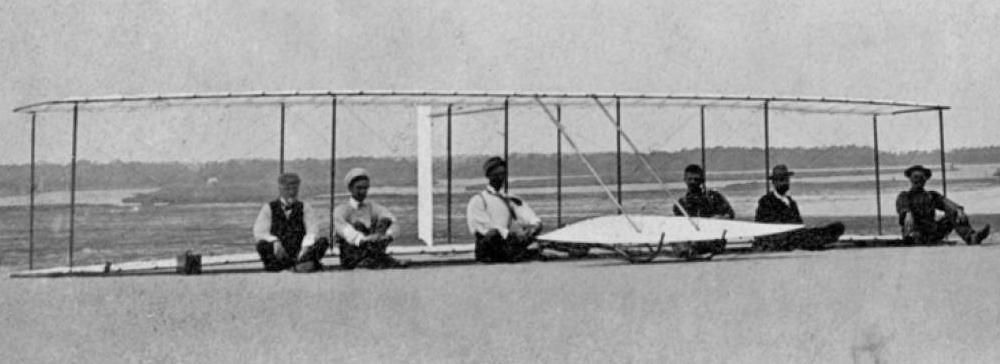
Una foto di gruppo dei Wright e dei loro amici e collaboratori davanti all'aliante Wright del 1902. Octave Chanute è il primo da sinistra, poi nell'ordine sono presenti Orville e Wilbur, Augustus Herring, George Spratt e Dan Tate.

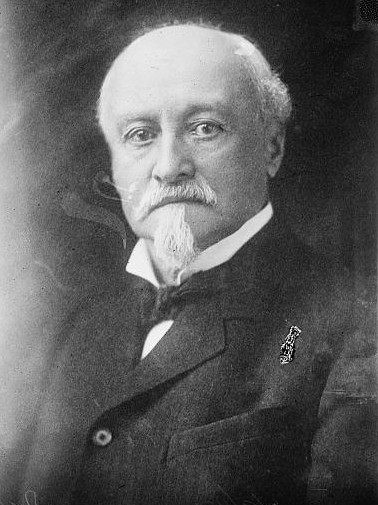
Un'immagine di Chanute del 1910, l'anno della sua morte.

I ripetuti tentativi di far volare il grande aliante di Butusov, invece, non ebbero successo. Non riuscendo a far decollare il velivolo dalla sua rotaia, si provò anche a farlo volare come un aquilone (senza pilota). Il 26 settembre, dopo essere quasi riuscito a sollevarsi dal suolo, l'Albatross fu colto da una raffica di vento, sbandò e riportò danni abbastanza gravi da porre fine alla sua carriera di volo. La stampa, probabilmente attratta dalla sua mole, focalizzò gran parte dell'attenzione sull'aliante di Butusov, e si lasciò sfuggire il significato e l'importanza dei successi del biplano di Herring e Chanute.
Lo stesso 26 settembre il gruppo ripartì per Chicago.

### Ultimi anni, morte ed eredità
Il piccolo biplano con impennaggi cruciformi in coda, sulla paternità del quale Herring e Chanute ebbero poi molto a discutere, era stato comunque un grande successo. Pur non avendo eseguito planate di lunghezza eccessiva (rispetto ad esempio ai 350 metri toccati da Lilienthal) era estremamente stabile e, inoltre, la sua innovativa configurazione a due ali sovrapposte con impennaggio posteriore era destinata ad avere importanti influenze e a conoscere un ampio successo.
Nel 1897 un secondo esemplare del biplano venne costruito da Avery e venduto all'appassionato di aviazione Matthias Arnot, di Elmira, presso New York. L'aliante venne testato per due settimane, anche alla presenza dell'editore specializzato in aviazione James Mean, di Boston. Nello stesso anno nel Regno Unito venne depositato congiuntamente da Chanute e da Herring un brevetto per una versione del loro triplano leggermente modificata e propulsa da un motore ad aria compressa. Herring provò questa macchina nel 1898, ed è possibile che sia riuscito a farle compiere un breve salto.
Dopodiché, Chanute sostanzialmente si ritirò nuovamente dalle sperimentazioni sul campo. Ansioso di divulgare i suoi risultati, tornò alla scrittura e in quello stesso 1897, proprio presso James Mean, pubblicò sulla rivista Aeronautical Annual la memoria Recent Experiments in Gliding Flight ("esperimenti recenti di volo a vela"). Herring, convinto che l'aliante del 1896 avesse aperto la strada verso il volo a motore, proseguì le sue ricerche per conto proprio. Chanute infatti, peraltro a corto di fondi con cui finanziare ulteriori esperimenti pratici, riteneva che ci fosse ancora parecchia strada da fare specialmente nel campo del controllo del volo.
Tutti i suoi risultati, inclusi i disegni delle sue macchine volanti, vennero messi a disposizione del pubblico; parecchi studiosi e tecnici interessati a risolvere il problema del volo contattarono Chanute in cerca di consigli e suggerimenti. In particolare Wilbur e Orville Wright (i due fratelli di Dayton che pochi anni dopo avrebbero realizzato con successo un volo motorizzato e controllato con un "più pesante dell'aria" pilotato) si resero conto ben presto che Chanute era la principale autorità vivente nel campo dell'aviazione. Quando, nel 1899, scrissero alla Smithsonian Institution di Washington per ricevere una lista dei testi fondamentali sull'argomento riconobbero subito l'importanza del volume Progress in Flying Machines, e avviarono con Chanute una lunga relazione epistolare che costituisce una delle migliori testimonianze del lavoro dei due fratelli tra il 1900 e il 1903.
Chanute si recò anche personalmente a osservare i progressi dei Wrigh nei luoghi dove i due eseguivano i loro esperimenti nel 1901, nel 1902 e nel 1903; anche se i due fratelli svolsero autonomamente un grande lavoro di ricerca, specialmente nel campo del controllo del volo, il loro debito verso Chanute almeno per quanto riguardò la struttura del velivolo fu considerevole.
Nel 1902 un ultimo progetto di Chanute (un aliante triplano con impennaggi cruciformi in coda) venne realizzato dal costruttore di aquiloni Charles H. Lamson e venne provato da Herring a Kitty Hawk in ottobre.
Nella parte finale degli anni 1900, quando i Wright erano ormai riusciti a compiere voli di oltre mezz'ora e anche nel resto del mondo, con aviatori come Alberto Santos-Dumont e Louis Blériot, l'aviazione andava progressivamente affermandosi, Chanute stese il suo ultimo articolo importante, intitolato Recent Progress in Aviation ("Recenti progressi dell'aviazione").
Chanute morì il 23 novembre 1910 a Chicago, in seguito a un attacco di polmonite. Il giorno successivo un giornale di Chicago definì Chanute «il vero padre dell'aviazione e delle macchine volanti più pesanti dell'aria», e aggiunse: «I Wright e altri si sono basati in larga misura sui principi dimostrati da Chanute con il suo aliante».

## Edizioni
- (EN) Octave Chanute, Progress in Flying Machines, The Railroad and Engineering Journal, ottobre 1891-dicembre 1893. URL consultato il 20 ottobre 2011.
- (EN) Octave Chanute, Recent Progress in Aviation, Washington, D.C., Smithsonian Institution, 1911.